# Шевченко Руслан Андрійович
Русла́н Андрі́йович Шевче́нко (1978—2022) — старший солдат Збройних сил України, учасник російсько-української війни, який загинув під час російського вторгнення в Україну.

## Життєпис
Народився 1978 року в с. Набутів (Корсунь-Шевченківський район, Черкаська область). Мешкав у місті Херсон.
Під час російського вторгнення в Україну 2022 року був старшим солдатом Збройних сил України. Загинув 24 березня 2022 року під Житомиром. Похований у рідному селі.

## Нагороди
- орден «За мужність» III ступеня (2022) — за особисту мужність і самовіддані дії, виявлені у захисті державного суверенітету та територіальної цілісності України, вірність військовій присязі.[3]